# The Man Who Played God
The Man Who Played God (bra: O Homem Deus) é um filme pre-Code estadunidense de 1932, do gênero drama, dirigido por John G. Adolfi, estrelado por George Arliss, e co-estrelado por Violet Heming e Bette Davis. O roteiro de Julien Josephson e Maude T. Howell foi baseado no conto homônimo de 1912, de Gouverneur Morris; e na peça teatral "The Silent Voice" (1914), de Jules Eckert Goodman.
A trama retrata a história de  um pianista amargurado pela perda de sua audição, que eventualmente encontra redenção ajudando os outros.
A Warner Bros. promoveu o filme como um exemplo de que os estúdios de cinema estadunidense eram capazes de produzir filmes com elevados valores morais e sociais, sem precisarem de interferências de agentes de fora da indústria cinematográfica.
A produção é uma refilmagem da obra muda homônima de 1922, também estrelada por Arliss. O filme se tornou uma peça teatral homônima em 1914 e um outro filme, "The Silent Voice", em 1915, escrita pelo roteirista Jules Eckert Goodman. Em 1955, ocorreu uma nova refilmagem, dessa vez com o título "Sincerely Yours", estrelada por Liberace.

## Sinopse
Em Paris, o famoso e popular pianista e concertista Montgomery Royle (George Arliss) se prepara para viajar para Nova Iorque com a irmã Florence (Louise Closser Hale) e a jovem secretária víúva Mildred Miller (Violet Heming), que secretamente o ama. Antes de partir, Royle fica noivo de sua aluna, Grace Blair (Bette Davis), e resolve atender a um pedido do Rei (Andre Luguet), dando-lhe uma apresentação particular. No momento em que tocava, uma bomba disparada por revolucionários contra o monarca explode, e Royle imediatamente fica surdo. Desesperado, o pianista desiste de continuar a carreira e se torna extremamente amargo, frequentemente blasfemando contra Deus. Mesmo atendendo a uma sugestão de aprender leitura labial, ele continua deprimido e tenta suicidar-se. As coisas mudam quando ele começa a observar as pessoas em um jardim próximo com um binóculo e, ao se inteirar dos dramas pessoais de cada um, bem mais graves que o seu, resolve ajudar as pessoas anonimamente, "brincando de Deus".

## Elenco
- George Arliss como Montgomery Royle
- Violet Heming como Mildred Miller
- Bette Davis como Grace Blair
- Andre Luguet como O Rei
- Louise Closser Hale como Florence Royle
- Donald Cook como Harold Van Adam
- Ivan F. Simpson como Battle
- Oscar Apfel como Professor de Leitura Labial
- Charles E. Evans como Médico
- Hedda Hopper como Madame Alice Chittendon
- William Janney como Rapaz
- Murray Kinnell como Ajudante do Rei

## Produção
Warners tinha realizado "The Man Who Played God" em 1922, baseado na peça teatral "The Silent Voice" (1914), de Jules Eckert Goodman, que adaptou a historieta de Gouverneur Morris, anteriormente publicada na revista Cosmopolitan em 1912. Para a produção de 1932, uma adaptação livre foi escrita por Julien Josephson e Maude T. Howell. Arliss também contribuiu para o roteiro e foi pago, mesmo sem ser creditado.
Em setembro de 1931, desapontada com sua carreira em Hollywood até ali, Bette Davis queria retornar para Nova Iorque quando George Arliss ligou e a convidou para discutir o papel de Grace Blair com ele. Achando que fosse uma piada, Davis mais tarde relembrou: "Eu respondi imitando um sotaque inglês", e falei: "Claro, Sr. Arliss. Que bom e decente de você". O ator finalmente convenceu Davis de que era ele mesmo no telefone e ela respondeu que iria encontrá-lo imediatamente. "Minha ansiedade e alegria eram indescritíveis ... Um filme de Arliss tinha prestígio – muito melhor que The Menace, e que apesar de tudo, fora Murray Kinnell do elenco daquele filme que me sugeriu para o papel ... De todo mal vem algo bom. Eu sempre acreditei nisso".
Aos sessenta e três anos, mais de dez anos mais velho que seu personagem, Arliss sabia que era velho demais para o papel e estava preocupado que a diferença de idade entre ele e a atriz escalada como Grace Blair seria ridícula, a menos que ela fosse interpretada por alguém que pudesse transmitir amor e adoração ao seu personagem. Após entrevistar muitas mulheres jovens, ele achou que Davis era a mais capaz de conseguir manter a personagem. Ele a enviou para Perc Westmore, o maquiador particular do estúdio, que sugeriu clarear o cabelo loiro dela para causar maior impressão na tela. "Ele estava certo. Em The Man Who Played God – pela primeira vez – eu realmente gostei de minha aparência. Foi, para mim, um novo sopro de vida". Os dois se tornaram amigos próximos, e Westmore foi o maquiador de Davis em mais de doze filmes.
Após analisar a versão editada do filme, Jack L. Warner contratou Davis por cinco anos, pagando inicialmente US$ 400 por semana. Ela ficou na Warner Bros. pelos dezoito anos seguintes, e Davis agradeceu Arliss pelo resto de sua vida, atribuindo-lhe o fato da "carreira ter finalmente emergido". Sobre Davis, Arliss escreveu em sua biografia de 1940, "My Ten Years in the Studios": "Eu não esperava nada mais do que uma agradável atuação. Mas quando a assisti, ela me assustou; seu pequeno papel agradável tornou-se uma criação profunda e vívida, e me senti bastante humilhado por essa jovem ter sido capaz de descobrir e retratar algo que minha imaginação não conseguiu conceber ... Para mim, não é surpresa que Bette Davis seja agora a estrela mais importante do cinema".
As composições musicais no filme incluem "Fantaisie-Impromptu", de Frédéric Chopin, "Sonata ao Luar", de Beethoven, e "Onward, Christian Soldiers", de Arthur Sullivan.

## Lançamento
"The Man Who Played God" foi inicialmente pensado para ser exibido em cinemas pequenos do interior em 1932. Warners mudou de estratégia quando o filme recebeu boa aceitação da Organização Hays; o estúdio decidiu que a produção poderia ser um oportuno exemplo de entretenimento saudável. Assim, após um breve lançamento especial em Los Angeles e Nova Iorque, em 9 e 10 de fevereiro respectivamente, houve o lançamento geral em 20 de fevereiro.
Foi um sucesso modesto de bilheteria e trouxe lucros para o estúdio.:128 Foi o mais popular filme de Arliss.:120
Na Inglaterra, os censores rejeitaram o título do filme, que foi mudado para "The Silent Voice".

## Recepção
Mordaunt Hall, em sua crítica para o The New York Times, opinou: "É uma história cuidadosamente concebida ao se tratar de cinema, com satisfação e alegria nas cenas iniciais, depois um período de melancolia, e terminando com  episódios de gratidão e felicidade ... e apesar de um pouco letárgico às vezes, tem um toque de genuína e atraente gentileza, tanto que não chegamos a desejar que acelere". Ele achou que o "Sr. Arliss revela outra de suas eficientes e meticulosas interpretações", mas sente que Davis "muitas vezes falava apressadamente"
Martin Quigley, editor de jornal comercial e funcionário do Gabinete Hays, deu ao filme entusiásticas recomendações em seu Motion Picture Herald, e outros dois companheiros da equipe fizeram o mesmo. A resenha do Film Daily foi também positiva, destacando a atuação de Arliss, e foi mais longe ao afirmar que "todos os cumprimentos [ao filme] devem ser dados pelos exibidores".
Nem todas as resenhas foram elogiosas. O crítico "Rush.", da revista Variety, achou que a curta história tinha ficado sobrecarregada para um filme de 80 minutos: "... um retrato em que todas as coisas são de valor, mas com pouca substância para ser enfeitada". Ele achou que a interpretação do romance de meses entre Arliss e Davis foi inconvincente, e destacou apenas Heming, notando a "energia tranquila" de sua atuação. A resenha de Hollywood Reporter recebeu o título de "Clean, Wholesome, and Dull", ou "Limpo, Saudável e Chato".

### Bilheteria
De acordo com os registros da Warner Bros., o filme arrecadou US$ 536.000 nacionalmente e US$ 299.000 no exterior, totalizando US$ 835.000 mundialmente. Foi o filme mais popular do estúdio entre 1931–32.

## Adaptações

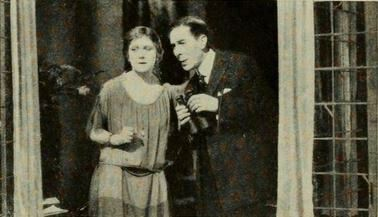
Ann Forest e George Arliss em cena do filme de 1922.

O filme é uma reinterpretação do exemplar do cinema mudo homônimo de 1922. A diferença mais evidente entre ambos é que no primeiro filme o protagonista volta a ouvir, uma invenção dos criadores que recebeu críticas negativas e foi mudada na versão de 1932.:122 Arliss adaptou o roteiro para a rádio em 1938, repetindo o papel de Royle.:120 Outra versão para a rádio, com Raymond Massey, foi apresentada no episódio de "Philip Morris Playhouse" de 17 de abril de 1942. Em 1955, a Warner revisou a história novamente em "Sincerely Yours", com Liberace como o pianista protagonista cuja audição vai e volta, uma famosa versão não bem-sucedida.:128